# Kval till Riksserien i ishockey 2010
Kval till Riksserien 2010/2011 spelades mellan den 19 och 21 mars 2010. Kvalificerade var lag 7 och 8 från Riksserien samt vinnande lag från respektive regional grupp av division 1. Lagen delades in i två kvalgrupper och vinnaren av respektive grupp gick vidare till Riksserien säsongen 2010/2011.

## Deltagande lag
Från Division 1 deltog Munksund-Skuthamns SK, Sandvikens IK och Ormsta HC. Från Riksserien deltog Hanhals IF. Växjö Lakers Ladies var kvalificerade men föreningens styrelse beslutade att laget inte fick delta i kvalet p.g.a. ekonomiska skäl.

## Matcher
|  | 2010-03-13 | Ormsta HC            | 5 – 4 (e.fl.)        | Munksund-Skuthamns SK | Vallentuna Ishall |             |
|  |            | (2–1, 1–1, 1–2, 1–0) | (2–1, 1–1, 1–2, 1–0) | (2–1, 1–1, 1–2, 1–0)  | Publik: 187       | Publik: 187 |
|  |            |                      |                      |                       | Publik: 187       | Publik: 187 |
|  |            |                      |                      |                       | Publik: 187       | Publik: 187 |
|  |            |                      |                      |                       | Publik: 187       | Publik: 187 |
|  |            |                      |                      |                       | Publik: 187       | Publik: 187 |
|  |            |                      |                      |                       | Publik: 187       | Publik: 187 |

|  | 2010-03-14 | Munksund-Skuthamns SK | 1 – 3           | Ormsta HC       | Vallentuna Ishall |             |
|  |            | (0–1, 1–1, 0–1)       | (0–1, 1–1, 0–1) | (0–1, 1–1, 0–1) | Publik: 166       | Publik: 166 |
|  |            |                       |                 |                 | Publik: 166       | Publik: 166 |
|  |            |                       |                 |                 | Publik: 166       | Publik: 166 |
|  |            |                       |                 |                 | Publik: 166       | Publik: 166 |
|  |            |                       |                 |                 | Publik: 166       | Publik: 166 |
|  |            |                       |                 |                 | Publik: 166       | Publik: 166 |

|  | 2010-03-12 | Sandvikens IK   | 4 – 6           | Hanhals IF      | Arena Jernvallen |            |
|  |            | (0–0, 1–1, 3–5) | (0–0, 1–1, 3–5) | (0–0, 1–1, 3–5) | Publik: 95       | Publik: 95 |
|  |            |                 |                 |                 | Publik: 95       | Publik: 95 |
|  |            |                 |                 |                 | Publik: 95       | Publik: 95 |
|  |            |                 |                 |                 | Publik: 95       | Publik: 95 |
|  |            |                 |                 |                 | Publik: 95       | Publik: 95 |
|  |            |                 |                 |                 | Publik: 95       | Publik: 95 |

|  | 2010-03-13 | Hanhals IF      | 3 – 0           | Sandvikens IK   | Arena Jernvallen |            |
|  |            | (1–0, 0–0, 2–0) | (1–0, 0–0, 2–0) | (1–0, 0–0, 2–0) | Publik: 93       | Publik: 93 |
|  |            |                 |                 |                 | Publik: 93       | Publik: 93 |
|  |            |                 |                 |                 | Publik: 93       | Publik: 93 |
|  |            |                 |                 |                 | Publik: 93       | Publik: 93 |
|  |            |                 |                 |                 | Publik: 93       | Publik: 93 |
|  |            |                 |                 |                 | Publik: 93       | Publik: 93 |

Matchdata är hämtade från Svenska Ishockeyförbundet.
Ormsta och Hanhals kvalificerade för Riksserien